# Poskusi na živalih
Poskusi na živalih so eksperimentalna metoda v biologiji, ki temelji na uporabi živih živali (izključujoč človeka) za preučevanje bioloških procesov. Izraz obsega široko paleto eksperimentalnih tehnik, od opazovanja vedenja živali v umetno spremenjenem okolju do seciranja in vnašanja toksičnih substanc, ki se običajno končata z usmrtitvijo poskusnega subjekta, ter kloniranja. Namen poskusov je lahko razumevanje delovanja organizmov ali njihovih delov samih (t. i. temeljna znanost), pomembno področje pa so tudi aplikativne raziskave, kjer spoznanja, pridobljena s poskusi na živalih, uporabljamo v neposredno korist človeka. Živali v slednjem primeru uporabljamo kot modelni organizem, ki omogoča sklepanje o vplivu poskusnih situacij na človeški organizem, kadar poskusi na ljudeh iz etičnih razlogov niso izvedljivi. Tovrstne raziskave se izvajajo v raziskovalnih ustanovah, kot so inštituti in univerze, vladnih laboratorijih (denimo kadar gre za raziskave v vojaške namene) ter laboratorijih zasebnih podjetij, ki razvijajo farmacevtska sredstva ali kozmetične pripravke.
Dejavnost sistematičnih poskusov na živalih je že vse od začetka predmet intenzivne javne debate med zagovorniki in nasprotniki, predvsem manjši del, ki vključuje invazivne posege na »višjih« živalskih vrstah - torej tistih, za katere velja, da imajo sposobnost zavedanja svojega okolja in dojemanja bolečine. Zagovorniki poudarjajo, da je bila prav uporaba poskusnih živali ključna za skokovit napredek medicine v 20. stoletju in da alternativne metode, kot je računalniška simulacija, še niso uporabne za modeliranje procesov v kompleksnih živih organizmih, zato so poskusi na živalih na več področjih znanosti trenutno nenadomestljivi. Po drugi strani aktivisti, združeni v različnih organizacijah za pravice živali, oporekajo smiselnosti poskusov na živalih, saj po njihovem mnenju povzročajo nepotrebno trpljenje ob vprašljivi koristi za človeka in so v splošnem manj uporabni od alternativnih metod. Nekateri trdijo tudi, da imajo živali inherentno pravico ne biti poskusni subjekt in jih v tem pogledu enačijo z ljudmi.